# 叶尼塞吉尔吉斯人
叶尼塞吉尔吉斯人（羅馬化：Qyrqyz bodun），又称黠戛斯人，為突厥語民族的一支，是叶尼塞河上游与米努辛斯克南部最早期居民。最早臣服于匈奴，夹于呼揭和丁零部落之间，位于呼揭以东、丁零以西，从六世纪开始先后被突厥、薛延陀、燕然都護府与回纥统治。他们可能是吉尔吉斯族与哈卡斯人、阿爾泰人始祖。历史记载最早出现于《史记》与《汉书》，可以肯定在公元前3世纪就活动于丁零以西古称剑河的叶尼塞河上游。

## 名字
在最早期他们被音译为鬲昆、堅昆，南北朝叫结骨，唐代和辽代叫黠戛斯。蒙古帝国时代也称乞儿吉思，一说西蒙古卫拉特部的奇喇古特就是乞儿吉思。

## 历史
叶尼塞吉尔吉斯人最早出现在汉代叫鬲昆、堅昆，南北朝至唐代叫结骨、黠戛斯，他们与铁勒不同，他们一直生活在原地直到打败回紇建国，《唐会要》说他们黑发者为李陵苗裔与唐朝同宗，李陵曾被匈奴单于封为“右校王”与“丁灵王”卫律平起平坐。蓋嘉运的《西域记》也说他们出售一种叫迦沙的陨铁给突厥。唐代曾經在該地置堅昆都督府属于燕然都护府，同時他們的統治者名阿熱，自稱出自李陵，所以唐中宗對黠戈斯使者說你我同宗於李陵，非他番比。一些唐代史籍把黑发者于李陵联系上，一些唐代史籍如《通典》则没有。
他们在打败回鹘汗国后建国，但没離原地。成吉思汗时期的林中百姓，投降蒙古帝國後，被併入谦谦州与益兰州。葉尼塞吉爾吉斯人則被分為幾組。一些人留在原地，而另一些則被送往蒙古和中國。
15世纪，随着元朝的灭亡，瓦剌迅速崛起。作为叶尼塞吉尔吉斯人的近邻，他们之间的关系十分紧密。伯希和等学者认为《蒙古源流》中记载的组成四卫拉特之一的奇喇古特就是吉尔吉斯。并且因为奇喇古特部的首领乌格齐哈什哈及其儿子额色库都曾先后统治过整个卫拉特，他们遭到了绰罗斯首领们的疯狂报复。吉尔吉斯人的著名史诗《玛纳斯》中的记载则称“以前，在诺盖的时候，我们是卡尔梅克人的主人，但是，诺盖死后，统治者也先汗召集五万军队来打我们。他打败了柯尔克孜，血洗了我们的土地，驱散了诺盖所有支系的后代”。

## 与塔施提克文化的关系
他们一般被认为与塔施提克文化有关。这文化在公元前四世纪出现，在薩彥嶺一帶有他们遗跡。有數目庞大的器皿、飾品、皮帽、武器、絲绸与鞋，还有大量面具。这些面具有白种人特征也有黄种人特征。塔斯提克文化多数是原欧洲人，也有与突厥语族，伊朗人及吐火罗混血。
唐會要曾提及一般黠戛斯人赤髮，白面、青眼，以黑髮黑眼者不祥，認為是李陵後裔。

## 生活方式
不同於在漠北生活的民族，他們兼營農牧業。根據中國的記錄，他們種植裸麥、大麥、小麥和小米，他們也善於冶鐵和製陶、織布。他們和唐、吐蕃、阿拔斯王朝有貿易關係(毛皮貿易)。他們的家是傳統的遊牧帳篷，但在農業地區，他們住在木頭和樹皮小屋。他們的農業定居點受到原木柵欄的保護。他們森林家園的資源使葉尼塞吉爾吉斯人也成為繁榮的商人。
根據10世紀波斯地理書《世界境域志》，叶尼塞吉尔吉斯人生活在人類最北方，他們崇拜火並行火葬，婚嫁以羊馬為彩禮，由100-1000頭不等。

## 后裔
在1635年他們成為準噶爾部和俄羅斯的屬民，要向他們交納牙薩克。在18世紀一部分人被策妄阿拉布坦逐往天山成為吉爾吉斯人，留下來的則成為哈卡斯人。一部分人在1761年被滿清押往黑龍江成為富裕柯爾克孜人。